# بروس بيلنغز
بروس بيلنغز (بالإنجليزية: Bruce Billings)‏ هو لاعب كرة قاعدة أمريكي، ولد في 18 نوفمبر 1985 في سان دييغو في الولايات المتحدة.

## وصلات خارجية
- بروس بيلنغز على موقع دوري كرة القاعدة الرئيسي (الإنجليزية)
- بروس بيلنغز على موقعبيزبول رفرنس.كوم (الدوري الرئيسي) (الإنجليزية)
- بروس بيلنغز على موقعبيزبول رفرنس.كوم (الدوري الثانوي) (الإنجليزية)
- بروس بيلنغز على موقع إي إس بي إن.كوم (أم.أل.بي) (الإنجليزية)
- بروس بيلنغز على موقع مشجعي الرسوم البيانية (الإنجليزية)